# كيم مين هي (مواليد 1972)
كيم مين هي (بالكورية: 김민희)‏ هي مغنية وممثلة كورية جنوبية. ولدت في 28 أغسطس 1972 في كوريا الجنوبية.

## روابط خارجية
لم يتم العثور على روابط لمواقع التواصل الاجتماعي.